# François Lefort (marchand)
Pour les articles homonymes, voir Lefort.
 (août 2014).
Si vous disposez d'ouvrages ou d'articles de référence ou si vous connaissez des sites web de qualité traitant du thème abordé ici, merci de compléter l'article en donnant les références utiles à sa vérifiabilité et en les liant à la section « Notes et références ».
François Lefort (né à Vitré - 1598) est un marchand et navigateur français.

## Biographie

### Famille
Originaire d'une famille protestante de Vitré. Sa famille est affiliée aux de Moucheron.
Pierre de Moucheron au milieu du XVIe siècle est marchand à Middlebourg et à Anvers. 
Il est le père de Balthasar de Moucheron, Georges de Moucheron, et de Marguerite de Moucheron (+ 12 février 1614 à La Croixille).
François Lefort est mariée avec Marguerite de Moucheron. 
Ses fils :
- François, meurt de façon dramatique, lors de l'une expédition, à l'île de Principe dans le golfe de Guinée en 1598
- Guyon Lefort, membre de la Compagnie de Moucheron (+ 1603)
- Pierre (+ 1er juin 1601 à Vitré) est marié à Suzanne Le Febvre. Pierre, le fils de ces derniers, baptisé le 25 janvier 1594 à Vitré, fut dans les années 1620-1630 marchand à Amsterdam. Il se maria à Anvers. Son fils Jean, né à Amsterdam, se fixa dans les années 1650 à Nantes.][5].

### Vie
François Lefort est un marchand de Vitré, qui s'est installé à Anvers en 1559. Il est devenu membre du Conseil de la ville d'Anvers en tant que Maître de la Guilde des barbiers.
En 1574, il est parmi les marchands qui ont prêté de l'argent à la ville pour le paiement des soldats espagnols. En 1576, Jean de Castro a composé un livre de chanson sur des textes de Pierre de Ronsard pour François Lefort. Il a fondé une société de négoce avec deux autres commerçants (dont l'influent Balthasar De Moucheron, son beau-frère). Leur entreprise était spécialisée dans le commerce d'outre-mer. En 1585, après la chute d'Anvers, ils déplacent l'entreprise en Zélande.
La société, dirigé par Balthasar De Moucheron dresse un acte qui affirme qu'elle est le propriétaire légitime du navire La Bonne Espérance.
Leurs expéditions se heurtent souvent à de graves problèmes : En 1598, les bateaux affrêtés coulent : le Schepen à Douvres, et le De Maene, et le De Sonne à Bantavi.
En 1589, la famille Lefort se réfugie à Londres : François Le Fort, marchand originaire de Vitré en Bretagne, réfugié en ceste ville de Londres depuis neuf ans, avecques sa  femme et douze enfans, lesquels lui ont beaucoup cousté pour les entretenir  aux escoles et au service du Roi à sa conservation de sa ville de Diepe » . La taxe abusive dont on l'imposa, en 1598, lui fit sans doute quitter Londres pour la Hollande.